# 東新里奇港 (佛羅里達州)
東新里奇港（英語：New Port Richey East）是位於美國佛羅里達州帕斯科縣的一個人口普查指定地區。

## 地理
東新里奇港的座標為28°15′36″N 82°41′26″W / 28.26000°N 82.69056°W，而該地最高點為海拔高度3米（即10英尺）。

## 人口
根據2010年美國人口普查的數據，東新里奇港的面積為9.40平方千米，當中陸地面積為9.30平方千米，而水域面積為0.10平方千米。當地共有人口9916人，而人口密度為每平方千米1,054人。